# Taisir al-Jassim
Taisir Al-Jassim est un footballeur saoudien évoluant au poste de milieu de terrain au sein du club d'Al Wehda, en prêt de l'Al-Ahli SC.

## Carrière
Il joue au sein du club d'Al-Ahli SC, équipe avec laquelle il commence sa carrière lors de la saison 2003-2004. Il est prêté en 2007 au club qatari d'Al-Gharafa SC et en 2009 au Qatar Sports Club, à chaque fois pour une durée d'un an. Son plus titre le plus prestigieux obtenu en club est la Coupe du Golfe des clubs champions remportée avec Al Ahli en 2008. Il atteint quatre ans plus tard la finale de la Ligue des champions d'Asie, son équipe est battue 3-0 par les Sud-Coréens d'Ulsan Hyundai. C'est toutefois le meilleur résultat continental de l'histoire du club.
Al-Jassim est international saoudien depuis 2004. Il compte 62 sélections en équipe nationale saoudienne et a inscrit 7 buts. Avec les Renards du Désert, il atteint la finale de la Coupe d'Asie des nations 2007, perdue face à l'Irak (1-0). Lors de la compétition, il marque deux des quatre buts saoudiens face au Bahrein lors du premier tour. Quatre ans plus tard, lors de l'édition 2011, il est toujours dans le groupe, mais l'Arabie saoudite ne parvient pas à sortir de la phase de poules, avec trois défaites face à la Syrie (malgré un nouveau but d'Al-Jassim), la Jordanie et au Japon.

## Palmarès
- Avec l'Arabie saoudite :
  - Finaliste de la Coupe d'Asie des nations en 2007 avec l'Arabie saoudite

- Avec Al-Ahli SC :
  - Supercoupe d'Arabie saoudite : Championne (1) : 2016
  - Coupe du roi d'Arabie saoudite :  Champion (3) : 2011, 2012, 2016.
  - Coupe du prince héritier saoudien :  Champion (3) : 2001 2007, 2015.
  - Coupe arabe des clubs champions  Héros (1) : 2003
  - Coupe des clubs du Golfe  Le Champion (2) : 2002, 2008
  - Supercoupe d'Arabie saoudite :  Championne (1) : 2016
  - Coupe Prince Faisal bin Fahd  Champion (3) : 2001, 2002, 2007
  - Tournoi International de Football de l'Amitié  Le Héros (2) : 2001, 2002
  - Finaliste de la Ligue des champions de l'AFC en 2012

- Avec Al-Gharafa SC :
  - Vice-champion du Qatar en 2007